# Линьцзянская кампания
Линьцзянская кампания (17 декабря 1946 — 3 апреля 1947), известная в историографии КНР под названием «Трижды форсировать Сунгари, четырежды защитить Линьцзян» (кит. упр. 三下江南四保临江) — крупная военная кампания в Маньчжурии во время гражданской войны в Китае.

## Предыстория
Когда в конце весны 1946 года гоминьдановские войска оттеснили основные силы коммунистов на север к берегам Сунгари, южноманьчжурская группировка коммунистических войск, не принятая в расчёт гоминьдановским командованием, нанесла удар наступающим в тыл; ситуация усугубилась переходом на сторону коммунистов 184-й дивизии во главе с командующим.
Летом по инициативе американского посредника Джорджа Маршалла между гоминьдановцами и коммунистами было заключено перемирие; после его окончания Чан Кайши начал крупномасштабные операции в центральном и восточном Китае, и прекратил отправку подкреплений на север, в результате чего до октября в Маньчжурии сохранялось затишье, которое обе стороны использовали для укрепления позиций и подготовки к будущим сражениям.
Гоминьдановское командование решило, что прежде, чем наступать на север, нужно избавиться от угрозы у себя в тылу, в южной Маньчжурии. 19 октября 1946 года гоминьдановские войска начали наступать от Бэньси на юг, однако в ходе Синькайлинского сражения коммунистам удалось разгромить гоминьдановскую 25-ю дивизию. Тем не менее в целом гоминьдановское наступление продолжалось, и к декабрю южноманьчжурская группировка войск КПК была оттеснена к Квантунской области.

## Ход событий

### Первый этап
18 декабря 1946 года 10-я дивизия 4-й колонны войск южноманьчжурской группировки КПК начала наступление от корейской границы на запад в направлении района Бэньси—Фушунь, создав угрозу тыловым районам гоминьдановских войск. 30 декабря 1946 года завязались бои за Бэньси. За полмесяца 4-я колонна взяла под контроль обширный горный район.
Из-за угрозы тыловым коммуникациям наступавшие на Линьцзян четыре дивизии гоминьдановских войск были вынуждены перейти к обороне. Воспользовавшись этим, войска защищавшей Линьцзян 3-й колонны войск КПК перешли в контрнаступление; бои продолжались около месяца.
Чтобы ослабить давление противника на юге, коммунисты решили нанести удар на севере. 5 января 1947 года войска 1-й колонны войск КПК по льду форсировали Сунгари и атаковали противника; бои на южном берегу продолжались до 9 января, вынудив гоминьдановское командование перебросить на север часть сил с юга. Выполнив поставленные задачи, войска коммунистов в районе Сунгари вернулись на свои исходные позиции; резкое падение температуры до 40 градусов ниже нуля также способствовало временному прекращению боевых действий в этих местах.

### Второй этап
Выбора у гоминьдановского командования не было: без разгрома войск коммунистов в южной Маньчжурии нечего было и думать о наступлении на север, поэтому 3 февраля 1947 года гоминьдановские войска начали второе наступление на Линьцзян. Однако 5 февраля коммунисты перешли в контрнаступление и смогли окружить в районе Гаоличэнцзы гоминьдановскую 195-ю дивизию. К 7 февраля гоминьдановские войска, понеся значительные потери, сумели вырваться из окружения, однако наступление на Линьцзян было сорвано.

### Третий этап
16 февраля, задействовав пять дивизий, гоминьдановские войска начали третье наступление на Линьцзян. История повторилась: войска защищавшей Линьцзян 3-й колонны коммунистических войск завязали упорные бои с противником, в разгар которых войска 4-й колонны 21 февраля нанесли неожиданный удар по тыловым районам наступающих гоминьдановских войск. 23 февраля гоминьдановские войска начали отступать к Тунхуа, а коммунисты перешли к преследованию, расширив подконтрольную территорию.
На севере, потратив месяц на отдых и пополнение войск, коммунисты 20 февраля вновь форсировали Сунгари по льду. 23 февраля 1947 года впервые вступила в бой свежесозданная артиллерия коммунистов, разрушая гоминьдановские укрепления. Эффект от этого удара оказался настолько силён, что 25 февраля передовые части гоминьдановских войск начали быстро отступать в Чанчунь. Тем временем коммунисты окружили Дэхуэй, но неумение налаживать взаимодействие пехоты и артиллерии не позволило взять город. 2 марта войска коммунистов вернулись на северный берег Сунгари.
Гоминьдановские войска попытались форсировать Сунгари вслед за коммунистами, однако встретили сопротивление и отступили. Уловив момент дезорганизации, в ночь с 7 на 8 марта войска коммунистов форсировали Сунгари в третий раз. К 12 марта часть 88-й дивизии гоминьдановских войск была окружена в районе деревень Гоцзятунь и Цзянцзятунь. После её разгрома коммунистам удалось окружить в районе Нунъаня часть гоминьдановской 87-й дивизии. На её выручку гоминьдановцы бросили крупные силы, и, чтобы не оказаться в окружении самим, войска коммунистов 16 марта опять отступили за Сунгари.
Чтобы использовать эффект боёв на севере, находящаяся на юге Маньчжурии 4-я колонна войск коммунистов 20 марта начала наступление на Тунхуа, однако 22 марта ей пришлось отступить.

### Четвёртый этап
28 марта гоминьдановские войска начали четвёртое наступление на Линьцзян, но коммунисты сумели заманить в ловушку и полностью разгромить 89-ю дивизию гоминьдановских войск. К 3 апреля сражение завершилось победой коммунистов.

## Итоги и последствия
Линьцзянская кампания явилась поворотным пунктом в боевых действиях в Маньчжурии. После неё гоминьдановские войска уже больше не предпринимали попыток наступления, и лишь старались удержать подконтрольную территорию, в то время как коммунисты, наладив тыл и организовав подготовку войск, сумели создать миллионную армию, которая в итоге сумела взять под контроль сначала Маньчжурию, а затем и весь Китай.